# Dżamal Chaszukdżi
Dżamal Ahmad Chaszukdżi, Jamal Ahmad Khashoggi (arab. ‏جمال أحمد  خاشقجي‎, Ǧamāl Aḥmad Ḫāšuqǧī, wym. [d͡ʒaˈma:l xa:ˈʃʊɡd͡ʒi]; ur. 13 października 1958 w Medynie, zm. 2 października 2018 w Stambule) – saudyjski dziennikarz i komentator polityczny.

## Życiorys
Urodził się 13 stycznia 1958 w Medynie, w rodzinie pochodzenia tureckiego, jako syn Ahmada, właściciela sklepu z tkaninami, oraz Isaf z domu Daftar. Ukończył szkoły w Arabii Saudyjskiej, a następnie dziennikarstwo na Uniwersytecie Stanu Indiana.
Od 1985 pracował w saudyjskich mediach anglojęzycznych, następnie w wydawanych w Londynie arabskich gazetach „Asharq Al-Awsat” i „Al-Hajat”. W latach dziewięćdziesiątych XX wieku jako reporter relacjonował wydarzenia z Algierii, Afganistanu, Kuwejtu i całego Bliskiego Wschodu. Przeprowadził wywiad z Usamą ibn Ladinem. W latach 1999–2003 był zastępcą redaktora naczelnego saudyjskiej gazety „Arab News”, a następnie przez ponad trzy lata kierował „Al Watan” (w 2004 oraz w latach 2007–2010). Został dyrektorem telewizji Al-Arab News Channel, należącej do księcia Al-Walida ibn Talala. Był stałym komentatorem politycznym w różnych arabskich mediach. Jego odważne teksty i tezy były często źle odbierane w kręgach władzy w Arabii Saudyjskiej. Z powodu krytyki następcy tronu Muhammada ibn Salmana zmuszony był do opuszczenia rodzinnego kraju – w 2017 przeniósł się do Waszyngtonu, gdzie rozpoczął współpracę z „The Washington Post”.
Zaginął 2 października 2018 po wejściu do saudyjskiego konsulatu generalnego w Stambule, w okolicznościach wskazujących na to, że został tam zamordowany.

### Śmierć
Według doniesień medialnych turecka policja dysponowała dowodami, że 2 października 2018 dziennikarz został na terenie konsulatu zamordowany przez kilkunastu saudyjskich agentów. Zdarzenie to wywołało protesty w wielu krajach i napięcia polityczne na linii Turcja–Arabia Saudyjska oraz Stany Zjednoczone–Arabia Saudyjska. Amerykański sekretarz stanu, Mike Pompeo, udał się ze specjalną wizytą do Rijadu, gdzie spotkał się z królem Salmanem oraz księciem Muhammadem i poinformował o zaniepokojeniu prezydenta Trumpa tą sprawą. Przez dwa i pół tygodnia władze Arabii Saudyjskiej odrzucały oskarżenia o zamordowanie Dżamala Chaszukdżiego, jednak w nocy z 19 na 20 października 2018 Saudyjska Agencja Prasowa (organ rządowy) przyznała, że Chaszukdżi został zabity w konsulacie w Stambule. Agencja poinformowała, że w związku z tym zabójstwem aresztowano osiemnastu Saudyjczyków.
31 października 2018 turecka prokuratura oświadczyła, że Chaszukdżi został uduszony niedługo po wejściu do saudyjskiego konsulatu w Stambule 2 października, a jego ciało po śmierci poćwiartowano. 2 listopada doradca tureckiego prezydenta, Yasin Aktay, stwierdził, że jest przekonany, iż ciało dziennikarza zostało po poćwiartowaniu rozpuszczone w kwasie. 10 listopada 2018 prezydent Turcji Recep Erdogan poinformował, że Turcja przekazała Arabii Saudyjskiej, Stanom Zjednoczonym, Niemcom, Francji i Wielkiej Brytanii nagrania dotyczące zabójstwa Chaszukdżiego.
16 listopada 2018 „The Washington Post” poinformował, że CIA po przeanalizowaniu materiału dowodowego w sprawie śmierci Chaszukdżiego uznała, iż za zabójstwem dziennikarza stał następca tronu Arabii Saudyjskiej, Muhammad ibn Salman, który miał je bezpośrednio zlecić. Doniesienia te, powołując się na własne źródła w CIA, potwierdziła agencja Reuters. Do takiego wniosku CIA doszła po zapoznaniu się z, między innymi, rozmową telefoniczną brata księcia Muhammada, Chalida ibn Salmana – będącego ambasadorem Arabii Saudyjskiej w Stanach Zjednoczonych – z Dżamalem Chaszukdżim. Miało z niej wynikać, że Chalid ibn Salman nakłaniał dziennikarza do przybycia do saudyjskiego konsulatu w Stambule, aby tam odebrał potrzebne mu do zawarcia małżeństwa dokumenty. Ambasador miał również zapewniać, że zagwarantowane będzie bezpieczeństwo dziennikarza. Informacje te spotkały się ze stanowczym sprzeciwem ze strony Chalida ibn Salmana, który w całości zaprzeczył doniesieniom gazety. Na swoim profilu na Twitterze poinformował, że ostatni raz kontaktował się z zamordowanym 26 października 2017 poprzez wiadomość SMS oraz że nie nakłaniał go do przyjścia do konsulatu w Stambule. Zarówno „The Washington Post”, jak i agencja Reuters podkreśla, że – mimo zaprzeczeń ze strony Rijadu – władze Stanów Zjednoczonych uważają konkluzje CIA za „w pełni wiarygodne”.
22 listopada 2018 turecki dziennik anglojęzyczny „Hürriyet Daily News” poinformował, że CIA ma nagranie rozmowy telefonicznej, w czasie której Muhammad ibn Salman miał nakazać „uciszyć Dżamala Chaszukdżiego tak szybko, jak to możliwe”.
19 czerwca 2019 roku, po sześciomiesięcznym śledztwie, Biuro Wysokiego Komisarza Narodów Zjednoczonych ds. Praw Człowieka opublikowało 101-stronicowy raport w którym uznano państwo Arabii Saudyjskiej za odpowiedzialne za "pozasądową egzekucję z premedytacją" Khashoggiego.

## Życie prywatne
Był bratankiem Adnana Chaszukdżiego, handlarza bronią. Był trzykrotnie żonaty; z pierwszą żoną miał dwóch synów i dwie córki. Wszystkie jego małżeństwa zakończyły się rozwodami.
Profil Chaszukdżiego na Twitterze obserwowało 1,6 mln osób.